# Abetalipoproteinemia
Abetalipoproteinemia, zespół Bassena-Kornzweiga) – choroba genetyczna, dziedziczona autosomalnie recesywnie, spowodowana mutacjami genu kodującego białko MTP (microsomal triglyceride transfer protein). Wynikiem tego jest niedobór cholesterolu i trójglicerydów oraz całkowity brak chylomikronów, LDL i VLDL w osoczu.

## Objawy

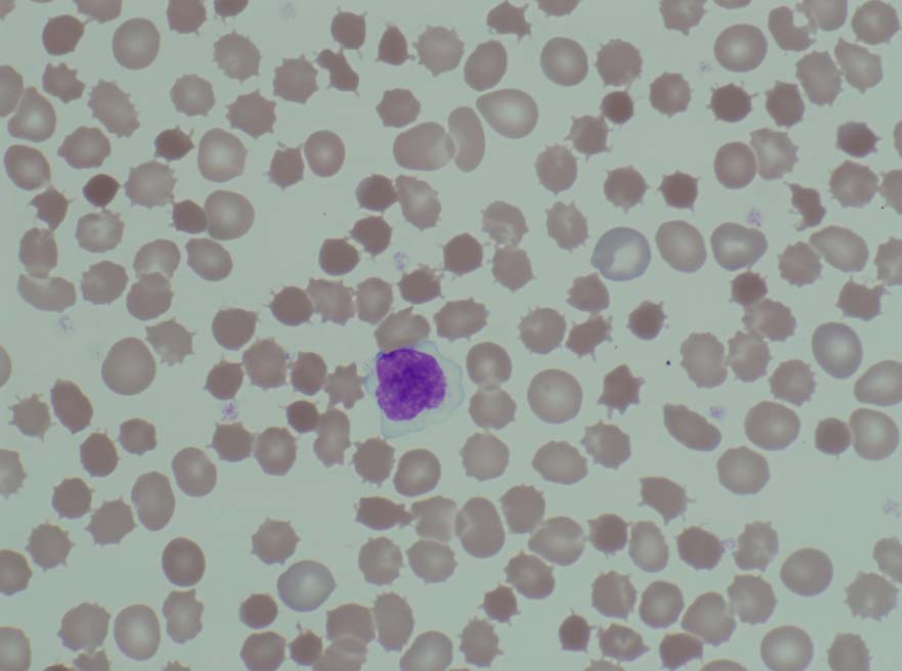
Akantocytoza u pacjenta z abetalipoproteinemią

- biegunka tłuszczowa
- niedobór witaminy A, D i E
- akantocytoza
- polineuropatia
- zwyrodnienie barwnikowe siatkówki

## Leczenie
Brak jest leczenia swoistego.
Następstwa neurologiczne można opóźnić poprzez podawanie dużych ilości witaminy A i E.